# Доле при Полици
Доле при Полици је село у општини Гросупље. Налази се око 20 километара источно од Љубљане на надморској висини 441 метар са популацијом 106 људи (2002). 